# Jürgen Lagger
Jürgen Lagger (* 2. April 1967 in Villach) ist ein österreichischer Verleger und Schriftsteller.

## Leben
Lagger besuchte eine Gartenbauschule und studierte anschließend Architektur an der TU Wien.
Von 1987 bis 2001 arbeitete er als freier Mitarbeiter in verschiedenen Architekturbüros.
2001 gründete er gemeinsam mit Stefan Buchberger und Gabriel Vollmann den Verlag Luftschacht, den er seit 2014 alleine leitet.
Lagger ist Mitglied der GAV und lebt in Wien.

## Werke
- Kreuzblütler. Roman, Aarachne, Wien 2002, ISBN 978-3852550633.
- Öffnungen. Roman, Droschl, Graz 2005, ISBN 978-3854206804.
- Città morta. Roman, edition laurin, Innsbruck 2011, ISBN 978-3-902719-92-8.

## Auszeichnungen
- 2000 Förderungspreis der Otto-Friedrich-Universität Bamberg
- 2002 Wiener Autorenstipendium
- 2004 Förderungspreis des Theodor-Körner-Fonds für Wissenschaft und Kultur
- 2005 Förderungspreis der Stadt Wien
- 2006 Preis für neue Literatur des Kärntner Schriftstellerverbandes
- 2006 Förderungspreis des Landes Kärnten
- 2006/2007 Projektstipendium BMUKK
- 2007/2008 Projektstipendium BMUKK
- 2010/2011 Staatsstipendium BMUKK
- 2011 Finalist beim Literaturwettbewerb Wartholz